# Котельский
Коте́льский — посёлок в Кингисеппском районе Ленинградской области, административный центр Котельского сельского поселения.

## История
Образован 3 июля 1970 года.
По данным 1973 и 1990 годов посёлок Котельский входил в состав Котельского сельсовета и являлся его административным центром. Население посёлка в 1990 году составляло 2097 человек.
В 1997 году в посёлке Котельский Котельской волости проживали 2720 человек, в 2002 году — 2013 человек (русские — 88 %).
В 2007 году в посёлке Котельский Котельского СП — 2072 человека.

## География
Посёлок расположен в северо-восточной части района на автодороге А180 (E 20) (Санкт-Петербург — Ивангород — граница с Эстонией) «Нарва». 
Расстояние до районного центра — 34 км.

## Демография
| 1990 | 1997  | 2007  | 2010  | 2017  |
| ---- | ----- | ----- | ----- | ----- |
| 2097 | ↗2720 | ↘2072 | ↘1892 | ↘1860 |

### Национальный состав
Согласно данным Всероссийской переписи населения 2021 года в посёлке проживали 1773 человека, из них:
 русские — 1525, белорусы — 114, киргизы — 32, казахи — 21, украинцы — 16, таджики — 9, татары — 6, азербайджанцы — 5, мордва — 5, удмурты — 3, финны — 2, армяне — 1, евреи — 1, карелы — 1, коми — 1, литовцы — 1, марийцы — 1, молдаване — 1, мордва-эрзя — 1, поляки — 1, эстонцы — 1, другие национальности — 13 человек, остальные национальность не указали.

## Достопримечательности
Близ посёлка находится каменный могильник римского времени.